# 塔尔诺克雷蒂
塔尔诺克雷蒂，是匈牙利杰尔-莫雄-肖普朗州所辖的一个村。总面积9.54平方公里，总人口202，人口密度21.2人/平方公里（2011年1月1日）。